# Yoshida Tomizō

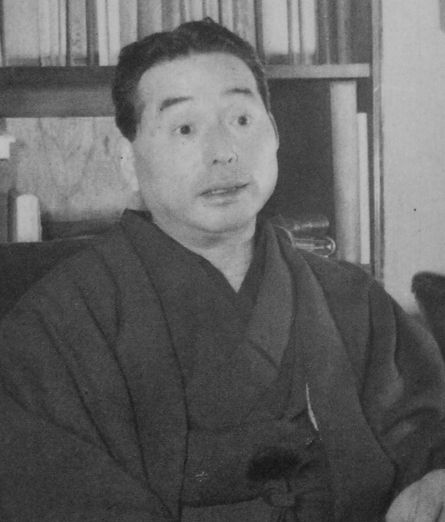
Yoshida Tomizō

Yoshida Tomizō (japanisch 吉田 富三; * 10. Februar 1903; † 27. April 1973) war ein japanischer Mediziner (Pathologie) und Krebsforscher.
Yoshida studierte Medizin an der Kaiserlichen Universität Tokio, wo er 1927 promoviert wurde und danach Assistent für Pathologie war. 1929 wurde er Mitglied des Sasaki-Instituts des Kyōundō-Krankenhauses (杏雲堂病院, engl. Kyoundo Hospital) in Tokio, dessen Direktor er zuletzt war. Außerdem war er Direktor des Instituts der japanischen Stiftung für Krebsforschung.
Mitte der 1930er Jahre wies er mit seinem Chef, dem Institutsgründer Sasaki Takaoki, die krebserzeugende Wirkung des Farbstoffs Biebricher Scharlach (genauer seines wirksamen Bestandteils o-Aminoazotoluol) nach. Sie konnten durch regelmäßige orale Gabe Leberkrebs bei Ratten und Mäusen erzeugen, der erste Nachweis einer solchen Krebserzeugung in einem inneren Organ.
Er lehrte an der Medizinischen Hochschule Nagasaki, der Kaiserlichen Universität Tōhoku und der Universität Tokio.
1951 erhielt Yoshida den Asahi-Preis, 1959 wurde er mit dem Kulturorden ausgezeichnet, 1963 mit dem Robert-Koch-Preis.